# Nealcidion sexguttatum
Nealcidion sexguttatum är en skalbaggsart som beskrevs av Monné och Delfino 1986. Nealcidion sexguttatum ingår i släktet Nealcidion och familjen långhorningar. Inga underarter finns listade i Catalogue of Life.